# براين جيلبرت (تنس)
براين جيلبرت (بالإنجليزية: Brian Gilbert)‏ مواليد 17 يوليو 1887 في لندن، إنجلترا - الوفاة 28 يوليو 1974 في إنجلترا، كان لاعب كرة مضرب بريطاني. سبق أن شارك في دورة الألعاب الأولمبية الصيفية.

## النهائيات

### الزوجي المختلط: (الألقاب 1)
| الحصيلة | السنة | البطولة  | الأرضية | الشريك             | المنافس                          | النتيجة       |
| ------- | ----- | -------- | ------- | ------------------ | -------------------------------- | ------------- |
| الفوز   | 1924  | ويمبلدون | عشبية   | كاثلين مكين جودفري | دوروثي شيبارد بارون ليزلي جودفري | 6–3, 3–6, 6–3 |

## روابط خارجية
- براين جيلبرت على موقع رابطة محترفي التنس (الإنجليزية)
- براين جيلبرت على موقع الاتحاد الدولي لكرة المضرب (الإنجليزية)
- براين جيلبرت على موقع كأس ديفيز (الإنجليزية)
- براين جيلبرت على موقع أرشيف التنس.كوم (الإنجليزية)
- براين جيلبرت على موقع خلاصة التنس.كوم (الإنجليزية)
- براين جيلبرت على موقع أوليمبيديا (الإنجليزية)